# Joseph S. Nelson
Joseph (Joe) Schieser Nelson (12 avril 1937 – 9 août 2011) est un ichtyologiste canadien. Il est surtout connu pour le livre Fishes of the World (1ère édition 1976, 4ème édition 2006), qui constitue la référence en matière de systématique et d'évolution des poissons.

## Biographie
Joseph Nelson est né à San Francisco (États-Unis d'Amérique) le 12 avril 1937. Il est le fils de Walter Innes Nelson (1888–1974) et Mary Elizabeth Schieser (1902–1983), nés tous deux en Californie du nord. Côté paternel ses ancêtres sont arrivés aux USA vers la fin du XIXe siècle. Le nom de son grand-père, originaire du Danemark, est Nielsen, nom qu'il anglicise en Nelson à son arrivée aux USA. Du côté maternel, ses origines américaines remontent au XVIIe siècle, lorsque le colonel William Ball et Hanna Atherold arrivent d'Angleterre en Virginie. Bien que né en Californie, Joseph n'y est pas resté très longtemps. Son père, ingénieur des mines, part travailler au Canada et, en décembre 1937, la famille s'installe à Copper Mountain, en Colombie-Britannique, à l'est de Vancouver.
La famille s'installe à Vancouver en 1953, où il fréquente l'école secondaire et l'université de la Colombie-Britannique. Il obtient une licence de l'université de la Colombie-Britannique (1960) et une maîtrise (M.Sc.) de l'université de l'Alberta (1962). Nelson obtient son doctorat de l'Université de la Colombie-Britannique en 1965. Il prend sa retraite en 2002 de l'Université de l'Alberta, où il réalise l'essentiel de sa carrière après être devenu citoyen canadien en 1960, pays dans lequel il passe la majeure partie de sa vie jusqu'à sa mort des suites d'un syndrome myélodysplasique (SMD), qui a évolué en leucémie au début de l'année 2010. Il a continué à occuper le poste de professeur émérite et est resté scientifiquement actif jusqu'à ses dernières années.
En dehors du monde universitaire, Nelson est ceinture noire de karaté.

## Héritage
Espèces décrites par Nelson :
- Bembrops morelandi  Nelson, 1978
- Limnichthys polyactis  Nelson, 1978
- Hemerocoetes  artus  Nelson, 1979
- Hemerocoetes  morelandi  Nelson, 1979
- Psychrolutes sio  Nelson, 1980
- Pteropsaron heemstrai  Nelson, 1982
- Osopsaron natalensis  Nelson, 1982
- Ebinania macquariensis  Nelson, 1982
- Ebinania malacocephala  Nelson, 1985
- Creedia alleni  Nelson, 1983
- Creedia partimsquamigera  Nelson, 1983
- Crystallodytes pauciradiatus  Nelson & Randall, 1985
- Cottunculus nudus  Nelson, 1989
- Psychrolutes microporos  Nelson, 1995
- Ambophthalmos eurystigmatephoros  Jackson & Nelson, 1999
- Neophrynichthys heterospilos  Jackson & Nelson, 2000
- Ebinania australiae  Jackson & Nelson, 2006

Espèces nommées d'après Nelson : 
- Barilius nelsoni  Barman, 1988
- Bembrops nelsoni  Thompson & Suttkus, 2002
- Granulacanthus joenelsoni  Hanke, Wilson, & Lindoe, 2001
- Myopsaron nelsoni  Shibukawa, 2010